# Centres de Recerca de Catalunya (CERCA)
Centres de Recerca de Catalunya, més conegut pel seu acrònim CERCA, és la denominació corporativa que designa al mateix temps un conjunt de centres de recerca d'excel·lència de la Generalitat de Catalunya, anomenats Centres CERCA, i la institució que els empara i coordina, denominada Institució CERCA o I-CERCA.
El seu objectiu fonamental és garantir el desenvolupament del sistema de centres de recerca català; afavorir i maximitzar les sinergies, la coordinació entre els centres i la cooperació estratègica; millorar el posicionament, la visibilitat i l'impacte de la recerca duta a terme i facilitar la seva interlocució amb els diferents agents públics i privats. El seu caràcter és pluridisciplinar.
Actualment (2024), la xarxa de centres CERCA aplega un total de 42 centres de recerca d’arreu del país amb representació en tots els àmbits de coneixement: Ciències de la Vida (5), Ciències i matemàtiques (8); Ciències Mèdiques i de la Salut (18); Ciències Socials (3); Enginyeria (5), i Humanitats (3).
Els centres CERCA despleguen una recerca d’excel·lència puntera en els seus àmbits respectius, avalada per la seva alta capacitat de captació de fons competitius de recerca. Així, per exemple, representen la quarta organització de recerca en captació de fons per a la ciència Horizon Europe a les convocatòries de 2021 i 2022, amb més de 183 milions d'euros de fons competitius comunitaris atrets al sistema català de coneixement.

## Història
L'origen de CERCA es remunta al programa CERCA, creat l'any 2005 per la Direcció General de Recerca de la Generalitat de Catalunya amb l'objectiu d'impulsar l'actuació dels centres de recerca catalans ja existents: Institut de Recerca i Tecnologia Agroalimentàries (IRTA), Centre d'Estudis Demogràfics (CED), Centre Internacional de Mètodes Numèrics en Enginyeria (CIMNE), Centre de Recerca Matemàtica (CRM) i Institut de Física d'Altes Energies (IFAE), entre d'altres. Es va dotar aquestes institucions de recerca, que tenien diversa composició institucional, d'unes directrius generals d'actuació i visibilitat conjuntes que poguessin generar economies d'escala. La seva coordinació va afavorir un major impacte dels seus outputs científics i tecnològics.
El programa fundacional va anar acollint els centres de recerca creats a partir de l'any 2000 com, per exemple, el Centre de Regulació Genòmica (CRG), Institut de Recerca Biomèdica (IRB), l'Institut de Ciències Fotòniques (ICFO) o l'Institut Català d'Investigació Química (ICIQ).
Per continuar i impulsar aquesta dinàmica de col·laboració i sinèrgia, l'any 2010 es crea per acord de Govern la Fundació Institució dels Centres de Recerca de Catalunya (Institució CERCA o I-CERCA) amb l'objectiu de donar suport a la projecció científica i corporativa de tots els centres CERCA i d'incrementar les seves posicions de lideratge en l'àmbit internacional.
La idea d'associar alguns centres de recerca, tot mantenint la seva autonomia funcional, s'atribueix a l'economista i polític Andreu Mas-Colell, responsable del Departament d'Universitats, Recerca i Societat de la Informació (2000-2003) i conseller d'Economia i Coneixement (2010-2016). Mas-Colell veié la necessitat d'idear un marc que superés les dificultats institucionals del moment i que facilités la promoció de la recerca d'alt nivell, incrementant la massa crítica dels centres i afavorint la captació de talent investigador.

## La Institució
La Institució CERCA és una fundació del sector públic, participada majoritàriament per la Generalitat de Catalunya. Té la seu a la Via Laietana, 2, de Barcelona, en l'edifici de la Transmediterrània, obra de l'arquitecte Juli Maria Fossas i Martínez. La Fundació és regida per un Patronat, presidit pel Conseller del Govern de la Generalitat responsable de l'àrea de recerca, i integrat per vocals que representen els principals Departaments de l'administració catalana. Compta també amb una Comissió delegada i amb un Director i està inscrita en el Registre de Fundacions de la Generalitat de Catalunya amb el número 2648.

### Funcions
Segons els estatuts de CERCA, aprovats el 16 de juny de 2010, l'actuació de la institució té els següents objectius específics i funcions:
- Contribuir a la presència internacional dels centres de recerca de la Generalitat.
- Facilitar i promoure l'adopció de polítiques conjuntes en gestió de la recerca, desenvolupament científic i transferència de coneixement, identificant i aprofitant les sinergies i les economies d'escala.
- Contribuir a potenciar la cooperació i l'intercanvi científic dels centres de recerca amb els millors centres i universitats d'arreu del món, impulsant la recerca interdisciplinària, els programes transversals coordinats, la mobilitat dels investigadors i l'atracció i retenció de talent a nivell internacional.
- Incrementar i facilitar la transferència de coneixement al sector empresarial i a la societat en general, així com el suport, l'assessorament i l'impuls per a la creació d'empreses derivades (spin-off) a partir de patents o de resultats generats.
- Potenciar en l'àmbit dels centres de recerca la implicació i el compromís del sector econòmic i empresarial i de la societat en general.

### Actuació i resultats
La política científica en relació als centres CERCA s'ha desenvolupat en un marc de consens polític i de col·laboració institucional, especialment amb altres institucions de recerca, com universitats i hospitals, amb les que s'ha buscant la creació de sinergies win-win. El govern català finança aproximadament el 25% del pressupost dels centres CERCA, mentre la resta prové de les institucions participants, de projectes competitius, de contractes privats o d'activitats de mecenatge.
Els resultats científics dels centres CERCA al llarg d'aquests anys han estat heterogenis, però prou remarcables. Durant el període 2012-2014 els centres CERCA han publicat prop de 20.000 articles en revistes incloses en el Web of Science i 1116 articles han rebut la consideració d'“altament citats”. La ratio de coautories amb un autor estranger ha arribat al 53% i només un 9,2% dels articles no han rebut mai cap citació. L'índex d'impacte de citació relativa (RCI) -que relaciona el nombre de citacions obtingudes comparant-lo amb altres articles de la mateixa revista i any- és de 2,5, és a dir, dos vegades i mitja per sobre de la citació mitjana.
Un altre fet destacable que posa que evidencia el nivell l'excel·lència dels centres CERCA són els 172 ajuts de recerca del Consell Europeu d'Investigació (ERC), en les seves diverses modalitats (Starting, Consolidator, Advanced, Prove of Concept i Synergy) que s'han obtingut durant aquests anys. A més, un 65% dels centres CERCA actuen com a coordinadors del projectes H2020 de la Unió Europea.
CERCA ha promogut entre els seus centres l'obtenció del reconeixement HRS4R de la Comissió Europea. En l'actualitat 26 dels centres CERCA han obtingut aquest reconeixement per part EU-Euraxess. El 2014 CERCA va adherir en bloc a tots els seus centres al Charter & Code d'Euraxess. Posteriorment, ha contribuït perquè al 2020 hi hagi 37 centres CERCA amb l'acreditació HRS4R Excellence.

### Direcció
Llista de directors dels centres cerca:
- Lluís Rovira 2011-2024

- Laia Pellejà: 2024- avui[14][15]

## Centres CERCA
Els centres CERCA són institucions, públiques o privades, dedicades a la recerca amb seu a Catalunya. Per poder esdevenir centres CERCA, les institucions han de complir una sèrie de condicions que garanteixen la qualitat de la seva actuació i l'excel·lència dels seus resultats científics. Entre d'altres, han de ser centres de amb personalitat jurídica pròpia, sense ànim de lucre i creats o participats per l'Administració catalana.

### Condicions
La institució de recerca que vulgui esdevenir centre CERCA ha de superar una avaluació científica duta a terme per un comitè extern. El reconeixement oficial és concedit per part del Departament competent en matèria de recerca, després de superar favorablement l'avaluació inicial i de comprovar que es compleixen les condicions relatives al seu estatus jurídic, al seu funcionament administratiu i als resultats de les seves activitats científiques.
Concretament, els centres CERCA han de:
- Ser un organisme independent amb personalitat jurídica pròpia, participat per l'administració catalana, que tingui per objecte principal la investigació científica d'excel·lència.

- Aplicar un model de gestió privada amb màxima flexibilitat i màxima autoexigència, sobre la base d'una programació pluriennal de l'activitat, plasmada en un Pla estratègic i una supervisió ex post que respecta l'autonomia de cada centre.
- Tenir una governança eficaç, jerarquitzada, basada en una direcció amb amplis poders que derivin de l'òrgan de govern del centre davant el qual responen.
- Tenir una plantilla de personal investigador dimensionada per tenir impacte internacional i estar estructurat en grups de recerca dirigits per científics de prestigi internacional contrastat i amb gran rotació d'investigadors postdoctorals.
- Desenvolupar una recerca de frontera orientada a l'impacte científic i econòmic i a la millora del benestar social i individual.
- Disposar de finançament estructural significatiu i estable a través de contractes programa amb la Generalitat de Catalunya. També han d'aplicar una política de captació de talent sobre la base d'una definició de la carrera científica del seu personal investigador, d'acord amb les peculiaritats de cada camp i les estratègies de contractació escollides per cada centre.

- Comptar, de forma indispensable, amb l'assessorament i l'avaluació periòdica d'un comitè científic extern internacional d'alt nivell. Aquest comitè ha de garantir l'aplicació de pràctiques i criteris d'acord amb els estàndards internacionals d'excel·lència en el camp de la recerca.

### Llista de centres
La nòmina de centres CERCA ha anat variant amb el pas del temps. Cobreixen totes les disciplines científiques i estan distribuïts pel territori català, si bé molts d'ells tenen la seva seu en la conurbació barcelonina i mantenen vinculacions físiques amb les universitats i altres institucions de recerca.
Pel que fa al seu nombre, han superat favorablement l'avaluació inicial i són considerats centres CERCA a tots els efectes les següents 42 institucions. També està diponible la llista de centres cerca amb les seves pàgines a Wikipedia, foto, logo i coordenades.
- Agrotecnio – Centre de Recerca en Agrotecnologia
- CED – Centre d'Estudis Demogràfics
- CIMNE – Centre Internacional de Mètodes Numèrics en Enginyeria
- CRAG – Centre de Recerca en Agrigenòmica
- CREAF – Centre de Recerca Ecològica i Aplicacions Forestals
- CREI – Centre de Recerca en Economia Internacional
- CRG – Centre de Regulació Genòmica
- CRM – Centre de Recerca Matemàtica
- CTFC – Centre Tecnològic Forestal de Catalunya
- CTTC – Centre Tecnològic de Telecomunicacions de Catalunya
- CVC – Centre de Visió per Computador
- i2CAT – Internet i Innovació Digital a Catalunya
- I3PT - Institut d'Investigació i Innovació Parc Taulí
- IBEC – Institut de Bioenginyeria de Catalunya
- IBEI – Institut Barcelona d’Estudis Internacionals
- ICAC – Institut Català d'Arqueologia Clàssica
- ICFO – Institut de Ciències Fotòniques
- ICIQ – Institut Català d'Investigació Química
- ICN2 – Institut Català de Nanociència i Nanotecnologia
- ICP – Institut Català de Paleontologia Miquel Crusafont
- ICRA – Institut Català de Recerca de l'Aigua
- ICRPC – Institut Català de Recerca en Patrimoni Cultural
- IDIBAPS – Institut d'Investigacions Biomèdiques August Pi i Sunyer
- IDIBELL – Institut d'Investigació Biomèdica de Bellvitge
- IDIBGI – Institut d'Investigació Biomèdica de Girona Dr. Josep Trueta
- IEEC – Institut d'Estudis Espacials de Catalunya
- IFAE – Institut de Física d'Altes Energies
- IGTP – Institut d'Investigació en Ciències de la Salut Germans Trias i Pujol
- IISPV – Institut d'Investigació Sanitària Pere Virgili
- IJC – Institut de Recerca Contra la Leucèmia Josep Carreras
- IMIM – Institut Hospital del Mar d'Investigacions Mèdiques
- IPHES – Institut Català de Paleoecologia Humana i Evolució Social
- IRSJD - Institut de Recerca Sant Joan de Déu
- IR-Sant Pau – Institut de Recerca de l'Hospital de la Santa Creu i Sant Pau
- IRB Barcelona – Institut de Recerca Biomèdica
- IRB Lleida – Institut de Recerca Biomèdica de Lleida
- IREC – Institut de Recerca en Energia de Catalunya
- IrsiCaixa – Institut de Recerca de la Sida
- IRTA – Institut de Recerca i Tecnologia Agroalimentàries
- IsGlobal – Institut de Salut Global de Barcelona
- VHIO – Vall d'Hebron Institut d'Oncologia
- VHIR – Vall d'Hebron Institut de Recerca

## Línies d'actuació
Cada un dels centres CERCA gaudeix d'autonomia total en la realització de les seves actuacions científiques i tecnològiques. Ara bé, CERCA té per missió garantir un desenvolupament adequat del sistema de centres de recerca català, afavorir i maximitzar les sinergies, la coordinació entre els centres i la cooperació estratègica, millorar el posicionament, la visibilitat i l'impacte de la recerca duta a terme i facilitar la interlocució amb els diferents agents públics i privats.
Aquestes sinergies s'han traduït en una sèrie d'actuacions comunes amb relació a l'avaluació de la recerca, la transferència de coneixement, la gestió i estructuració dels centres i altres programes que busquen una major sociabilització i visibilitat dels resultats de la recerca i dels agents humans implicats en la investigació.

### Assessorament organitzatiu, administratiu i econòmic
La principal funció de la Institució CERCA és donar cobertura als aspectes relacionats amb l'organització dels Centres CERCA, la seva supervisió i control econòmics, estudiar els aspectes jurídics i fer seguiment de l'activitat dels centres i dels seus contractes programa amb la Generalitat de Catalunya.
L'àrea jurídica d'I-CERCA porta a terme les tasques tècniques de secretaria i/o de suport jurídic en 20 òrgans de govern de centres CERCA. Aquests òrgans tenen diferents denominacions depenent de la seva forma jurídica. L'activitat inclou l'assessorament previ a les convocatòries i la confecció dels ordres del dia, així com l'assistència a les reunions dels òrgans de govern delegats, si és el cas. La Comissió Jurídica CERCA, amb la participació del personal jurídic dels centres CERCA, es reuneix un mínim de dos cops l'any per analitzar l'aplicació de les disposicions aprovades pels centres.
Des del servei econòmic s'analitza la documentació econòmica dels centres i se'ls assessora sobre la seva situació econòmica-financera i patrimonial. El suport organitzatiu i administratiu d'I-CERCA als centres també ofereix cobertura als procediments de selecció i incorporació de nous directors de centres i a l'organització de tallers (workshops) específics.

### Avaluació de la recerca
L'avaluació científica és una de les principals activitats que coordina i promou I-CERCA. Els centres han de superar una avaluació científica externa favorable per poder obtenir el reconeixement com a centre CERCA i també s'han de sotmetre periòdicament (cada 4 o 5 anys) a una avaluació científica externa, d'acord amb els estàndards internacionals de qualitat científica.
L'avaluació es realitza amb criteris de transparència, externalitat i independència. Un comitè internacional, format per experts independents de reconegut prestigi i nomenat específicament per a cada un dels centres CERCA, visita la seu física del centre, entrevista els responsables i valora el grau d'acompliment dels objectius que cada centre CERCA s'havia fixat per als darrers tres anys d'activitat, en particular amb relació a l'output científic, la transferència de resultats, la contractació d'investigadores, la gestió administrativa i la visibilització i impacte dels resultats científics.
El comitè d'avaluació elabora un informe executiu amb recomanacions que s'han d'implementar en un període de cinc anys. Cada centre obté una valoració alfabètica (A, B, C, D) en funció del seu rendiment, que pot afectar el finançament del centre i, si escau, la seva pròpia viabilitat.
Els centres CERCA foren objecte d'una primera avaluació general durant el període 2012-2013; una segona avaluació general de tots els centres es porta a terme en el període 2016-2018.

### Transferència de coneixement
Tot i que en termes d'output científic, la trajectòria dels centres CERCA ha estat mes que notable, tradicionalment, una de les principals mancances del sistema català de ciència i tecnologia ha estat la transferència de resultats. Per això, I-CERCA actua com a plataforma de promoció per a tots els centres CERCA, conscient de la necessitat de coordinar esforços en l'àmbit de la transferència de coneixement.

#### GÍNJOL
I-CERCA ha promogut diverses actuacions en matèria de transferència de resultats, entre les quals destaca el programa GÍNJOL, un fons de patents destinat a potenciar la protecció de la propietat intel·lectual i industrial dels resultats de la recerca dels centres.

#### Premis Pioner

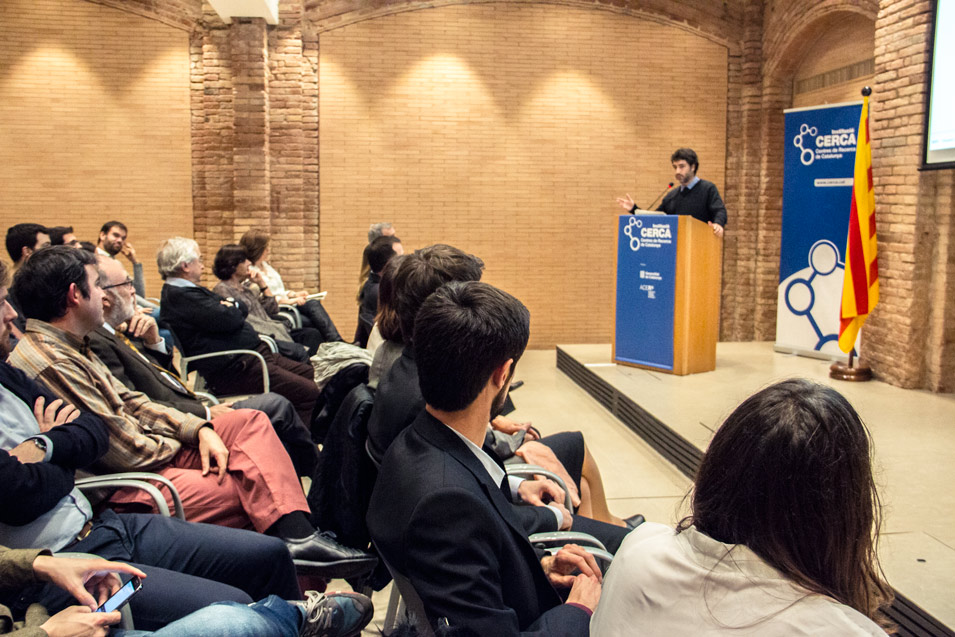
Jornada de lliuraments dels Premis Pioner 2015

CERCA promou anualment els Premis Pioner, amb l'objectiu de distingir aquells investigadors de centres CERCA que han defensat en els darrers 18 mesos una tesi doctoral que estigui destinada a l'enfortiment de la tecnologia o d'un producte amb interès industrial o comercial i que pugui contribuir significativament al desenvolupament de polítiques públiques.

### SUMA (Programa d'Integració de Centres CERCA)
CERCA ha impulsat el programa SUMA destinat a incentivar projectes dirigits a incrementar la massa crítica i la competitivitat de les línies de recerca del centres CERCA. L'objectiu final d'aquest programa és assolir unes estructures integrades de major massa crítica i competitivitat científica. Com a resultat d'aquest treball, els centres CERCA han passat de 47 estructures el 2011 a un total de 40 l'any 2018.

### Dona i ciència
I-CERCA vol afavorir la presència de dones en els càrrecs més alts de la ciència donat que actualment aquests càrrecs no estan ocupats de forma proporcional al nombre de dones qualificades. Per això, ha incorporat mesures específiques per afavorir en els centres de recerca d'excel·lència a Catalunya la implantació de la perspectiva de gènere. L'acció amb més visibilitat internacional ha estat un vídeo produït per CERCA destinat a evitar biaix de gènere inconscient en el procés de selecció d'investigadores.
I-CERCA disposa d'una comissió assessora específica per a la diversitat on debatre i proposar eines i mesures específiques adreçades a suprimir aquests biaixos i barreres que permetin no desaprofitar un capital humà altament qualificat.